# Gymnostachyum scortechinii
Gymnostachyum scortechinii är en akantusväxtart som beskrevs av C. B. Cl.. Gymnostachyum scortechinii ingår i släktet Gymnostachyum och familjen akantusväxter. Inga underarter finns listade i Catalogue of Life.